# 约瑟夫·格哈德·楚卡里尼

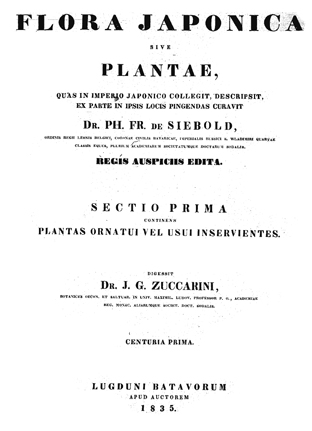
楚卡里尼和西博尔德合著的《日本植物》封面

约瑟夫·格哈德·楚卡里尼（德語：Joseph Gerhard Zuccarini，1797年8月10日—1848年2月16日），德国植物学家，慕尼黑大学植物学教授。他曾经帮助西博尔德整理和研究其从日本搜集的植物标本，也对从墨西哥发现的植物进行过分类和鉴定。 